# Пітербюрен
Пітербюрен (нід. Pieterburen) — село в нідерландській провінції Гронінген, на узбережжі Ватового моря. Входить до муніципалітету Гет-Гогеланд.
Його площа становить 0,69км², а населення станом на 2021 рік складало 290 осіб.
Перша згадка про населений пункт датується 1371 роком.

## Галерея

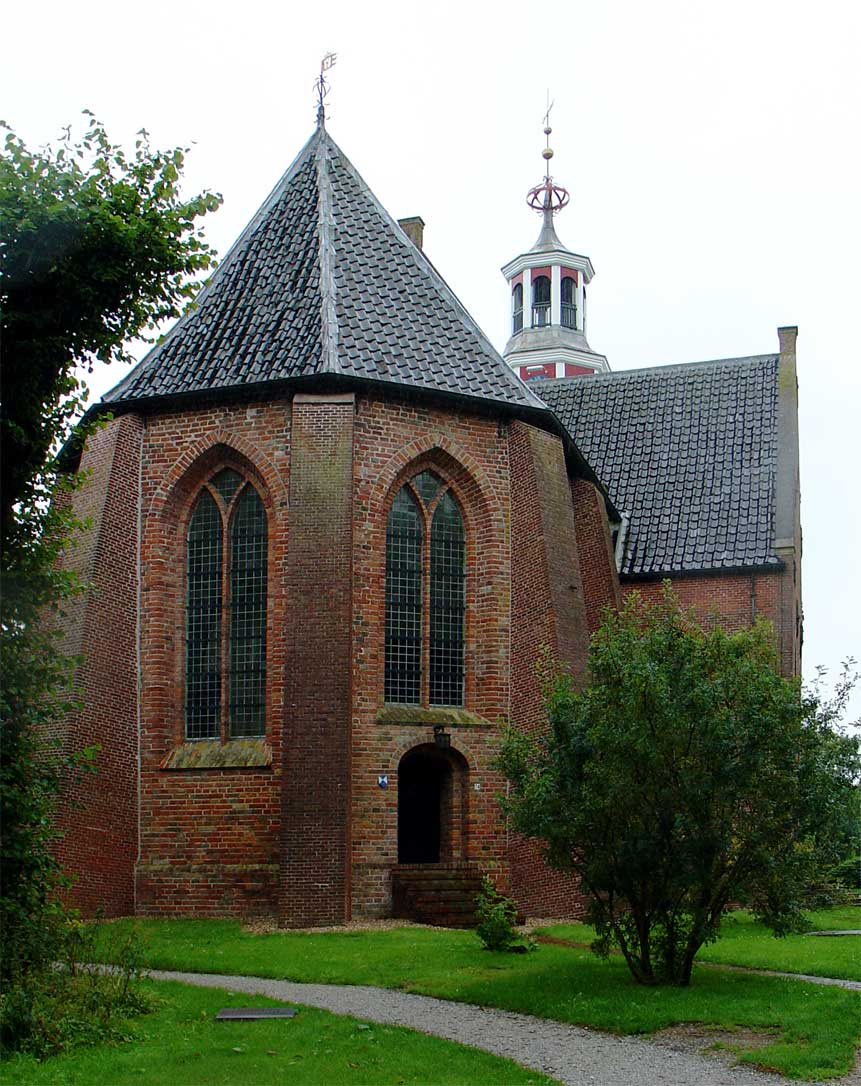
Церква в Пітербюрені
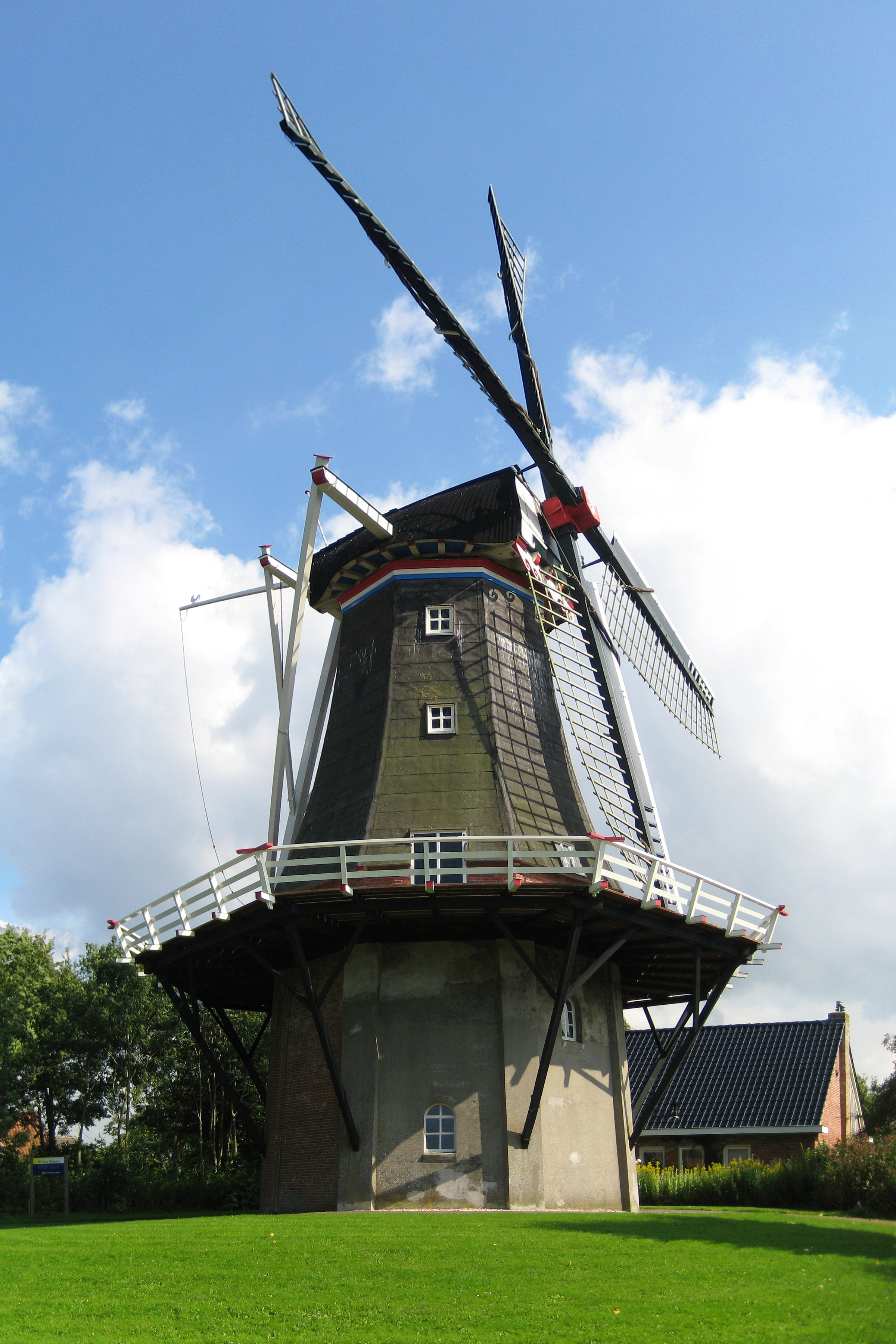
Вітряк De Vier Winden
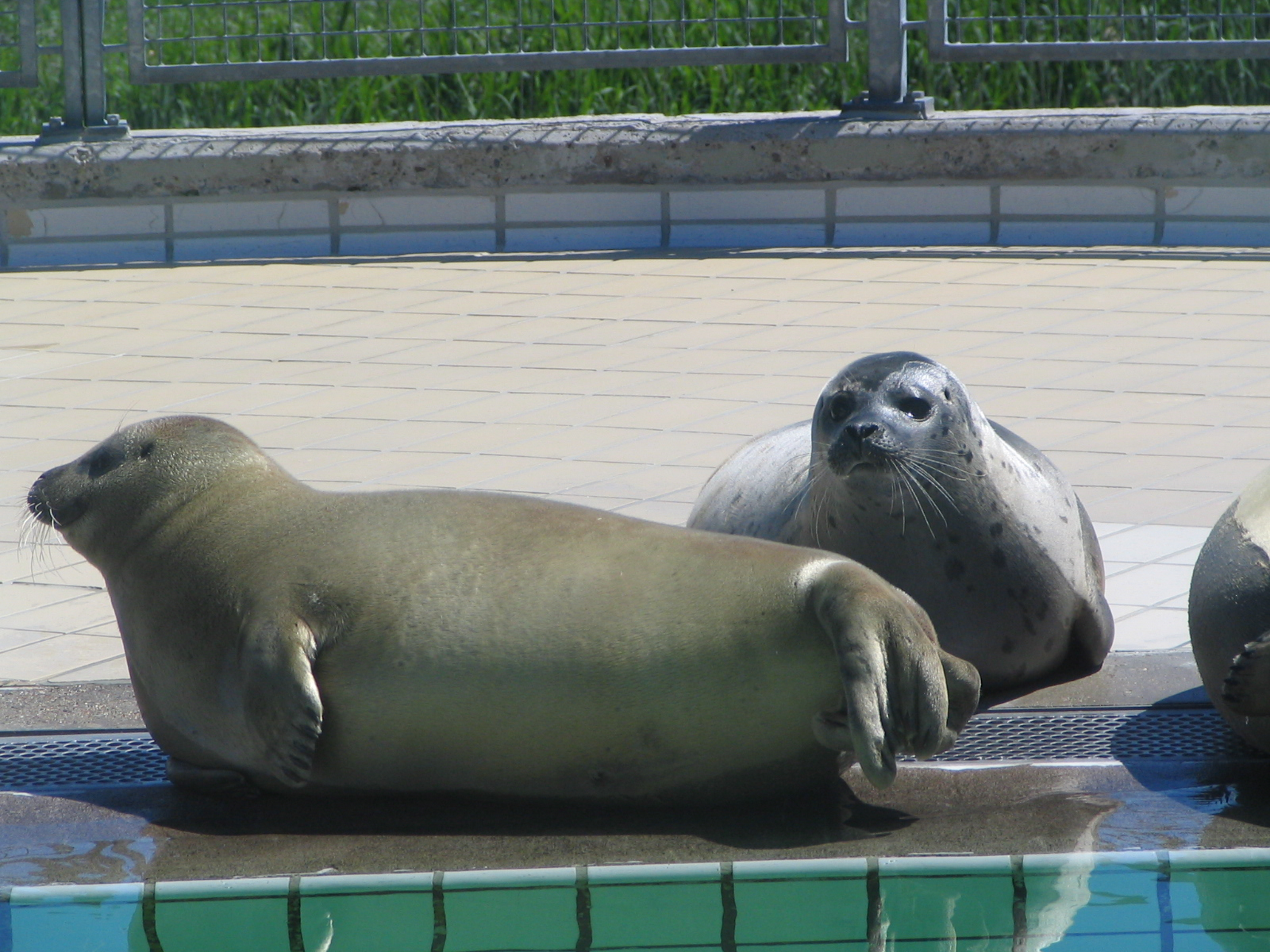
Тюлені в реабілітаційному центрі
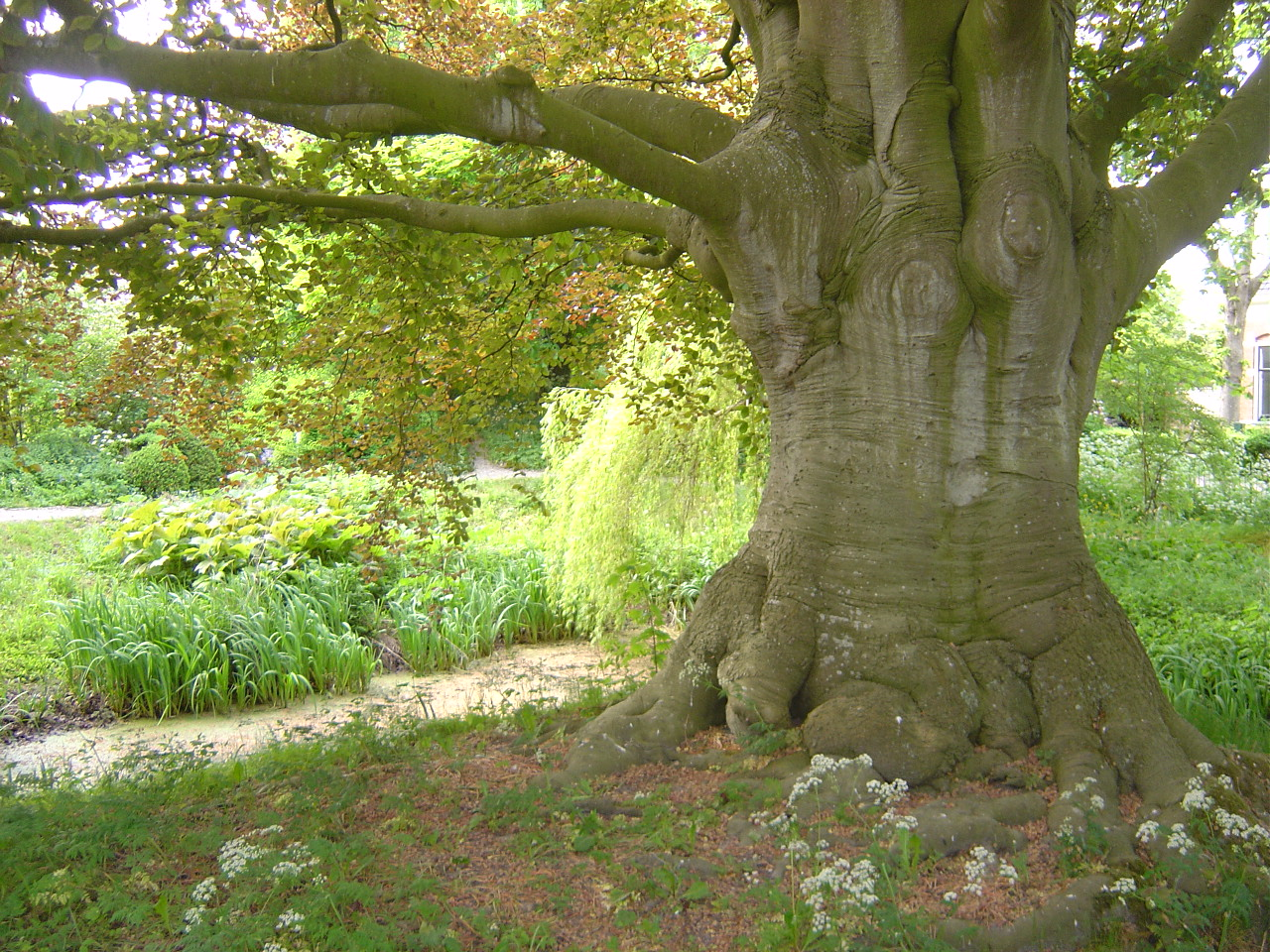